# آناستاسیوس دوم
آناستاسیوس دوم با نام کامل آرتمیوس آناستاسیوس (به یونانی: Ἀρτέμιος Ἀναστάσιος، به لاتین: Anastasius secundus Artemius) (درگذشتهٔ ۷۱۹) امپراتور روم شرقی (بیزانس) از ۷۱۳ تا ۷۱۵ بود.

## زندگینامه

### رسیدن به قدرت
آرتمیوس نام واقعی آناستاسیوس بود و او در زمان امپراتوران پیشین خود شغل دیوانی داشت. پس از آنکه ارتش اُپسیکون در تراکیه سر به شورش برداشت و فیلیپیکوس از قدرت خلع گردید، آرتمیوس با نام آناستاسیوس دوم بر تخت امپراتوری بیزانس نشست.

### دوران حکومت
آناستاسیوس پس از رسیدن به قدرت، ارتش را وادار به رعایت نظم و انضباط نمود و فرمان به اعدام آن افسرانی داد که مستقیماً در توطئه علیه فیلیپیکوس شرکت داشتند. او تغییرات مذهبی فیلیپیکوس را ملغی کرده و بار دیگر تصویب‌نامه‌های ششمین شورای جهانی را اعمال نمود. او سپس در ۷۱۵ ژان چهارم، اسقف‌اعظم و مونولیت‌مذهب قسطنطنیه را از مقام خود برکنار و ژرمانوسِ ارتودوکس را جانشین او ساخت.

### درگیری‌های نظامی
مسلمانان در این زمان امپراتوری روم شرقی را از طریق زمین و دریا مور تهدید قرار داده بودند و تا ۷۱۴ موفق شده بودند تا گالاتیا پیشروی کنند. آناستاسیوس در مقابل تلاش نمود تا از راه‌های دیپلماتیک بار دیگر صلح را در منطقه برقرار سازد. او فرستادگانی را برای گفتگو به دمشق فرستاد که حاصلی دربر نداشت، در نتیجه او فرمان به بازسازی دیوارهای قسطنطنیه و ایجاد ناوگانی تازه داد. اما ولید پسر عبدالملک، خلیفهٔ اموی در ۷۱۵ درگذشت و آناستاسیوس با بهره‌برداری از فرصت پیش‌آمده، ناوگان خود را در رودس متمرکز نمود تا نه تنها از پیشروی دشمن جلوگیری نمایند بلکه پایگاه‌های دریاییشان را نیز نابود کنند. او در عین حال لشکری را نیز به فرماندهی لئوی ایسوریایی (بعدتر امپراتور لئوی سوم) برای فتح سوریه به آنجا فرستاد.

### شورش نظامیان و برکناری از قدرت
اعمال نظم و محدودیت آناستاسیوس بر ارتشیان سبب شد تا سپاهیان اُپسیکون بار دیگر سر به شورش برداشته و با کشتن دریاسالار خود، مأمور جمع‌آوری مالیاتی با نام تئودوسیوس را به امپراتوری برگزینند. به‌دنبال این اتفاق آناستاسیوس به نیکه‌آ گریخت اما در ۷۱۶ خود را تسلیم امپراتور جدید نمود و در صومعه‌ای در تسالونیکا گوشه‌نشین شد.

### شورش علیه لئوی سوم و مرگ
در ۷۱۷ لئوی ایسوریایی علیه تئودوسیوس سوم شورید و خود با عنوان لئوی سوم بر تخت امپراتوری نشست. به‌دنبال این تغییر قدرت آناستاسیوس نیز در ۷۱۸ علیه لئو سر به شورش برداشت و با حمایت بلغارها توانست تا قسطنطنیه پیش رود. اما این شورش در نهایت با شکست مواجه شد و آناستاسیوس که دستگیر شده بود به فرمان لئوی سوم اعدام گردید.